# Libertas Trogylos Basket 2000-2001
La stagione 2000-2001 della Libertas Trogylos Basket è stata la quindicesima consecutiva disputata in Serie A1 femminile.
Sponsorizzata dall'Isab Energy, la società siracusana si è classificata al settimo posto nella massima serie e ha partecipato ai play-off per lo scudetto. È stata eliminata al primo turno dalla Pool Comense. In Eurolega, si è fermata agli ottavi di finale.

## Verdetti stagionali
Competizioni nazionali
- Serie A1:

stagione regolare: 7º posto su 14 squadre (14-12);
play-off: eliminato agli ottavi da Como (0-2)
Competizioni internazionali
- Eurolega:

eliminata agli ottavi di finale dal Galatasaray (2-10)

## Rosa
| Giocatrici |
| ---------- |

| N° | Naz.                   | Ruolo | Sportivo           | Anno | Alt. |  |
| -- | ---------------------- | ----- | ------------------ | ---- | ---- |  |
|    | Italia (bandiera)      | PG    | Susanna Bonfiglio  | 1974 | 178  |  |
|    | Inghilterra (bandiera) | A     | Andrea Congreaves  | 1970 | 193  |  |
|    | Italia (bandiera)      |       | Lucia Di Gregorio  | 1963 |      |  |
|    | Italia (bandiera)      |       | Giovanna Rotondo   | 1983 |      |  |
|    | Cuba (bandiera)        | A     | Tania Seino        | 1973 | 186  |  |
| 4  | Italia (bandiera)      |       | Rita La Rosa       | 1976 |      |  |
| 6  | Italia (bandiera)      |       | Manuela Monticelli | 1978 |      |  |
| 7  | Stati Uniti (bandiera) |       | Pauline Parie      | 1968 |      |  |
| 8  | Argentina (bandiera)   | C     | Érica Sánchez      | 1976 | 182  |  |
| 9  | Argentina (bandiera)   | A     | Iris Ferazzoli     | 1972 | 174  |  |
| 10 | Italia (bandiera)      | G     | Giovanna Granieri  | 1974 | 170  |  |
| 11 | Bulgaria (bandiera)    | C     | Lidija Milkova     | 1970 | 193  |  |
| 12 | Italia (bandiera)      |       | Romilda Nigro      | 1981 |      |  |
| 13 | Croazia (bandiera)     | AG    | Katarina Maloča    | 1975 | 184  |  |
| 14 | Italia (bandiera)      | G     | Sofia Vinci        | 1966 | 175  |  |

| Staff tecnico                        |
| ------------------------------------ |
| Allenatore: Santino Coppa            |
| Aiuto allenatore: Giustino Altobelli |
| Medico sociale: Lucia Di Gregorio    |

| Giocatrici acquisite a stagione in corso |
| ---------------------------------------- |

| N° | Naz. | Ruolo | Sportivo | Anno | Alt. |  |
| -- | ---- | ----- | -------- | ---- | ---- |  |

| Giocatrici cedute a stagione in corso |
| ------------------------------------- |

| N° | Naz.                | Ruolo | Sportivo    | Anno | Alt. |  |
| -- | ------------------- | ----- | ----------- | ---- | ---- |  |
|    | Giappone (bandiera) |       | Takako Katō | 1971 |      |  |

## Dirigenza
La dirigenza era composta da:
- Presidente: Giuliano Ricciardi
- Copresidente: Francesco Copani
- General manager: Fabrizio Milani
- Vicepresidente: Paolo Giuliano
- Dirigente accompagnatore: Salvatore Limeri
- Dirigente addetto arbitri: Sebastiano Costanzo
- Addetto stampa: Gianni Catania
- Segretario: Mario Esposito